# Бродянський Давид Лазарович
Давид Лазарович Бродянський (нар. 24 жовтня 1936, Житомир, Українська РСР — пом. 13 квітня 2017, Владивосток, Росія) — радянський і російський археолог, фахівець з первісної археології півдня Далекого Сходу. Доктор історичних наук (1995). Автор понад 300 наукових публікацій. З 1962 по 2015 рр. — викладач, доцент, професор Далекосхідного державного університету (нині Далекосхідний федеральний університет).

## Біографія
Давид Лазарович Бродянсьокий народився 24 жовтня 1936 року в Житомирі, в родині офіцера-зв'язківця і працівниці кондитерської фабрики. На початку німецько-радянської війни родину Бродянських евакуювали до Зеленодольська. Батько пішов на фронт, захищав підступи до Києва, там же потрапив в оточення, але зумів вийти в розташування радянських військ. Після виходу з оточення, був відправлений у спецтабір, з якого вийшов після перевірки органами держбезпеки.
У 1954 році Давид Бродянський закінчив середню школу в місті Миколаєві; незважаючи на гарне навчання, медалі не отримав. У 1955 році почав працювати електрослюсарем на Південно-турбінному заводі в Миколаєві. У 1957 році звільнився з заводу, вирішивши навчатися в університеті; спочатку планував стати журналістом, але в результаті вступив на Східний факультет Ленінградського університету.
 
В 1962 році закінчив Ленінградський університет за спеціальністю «Історія Китаю» з відзнакою, захистив диплом з культури луншань. Його науковим керівником був Олексій Окладников; під його керівництвом Д. Л. Бродянський брав участь у багатьох археологічних експедиціях — таких, як розкопки міста Мірмекія в Керчі (1958), розкопки поселення янковської культури Піщане (1960), і Красноярського городища (столиця держави Східна Ся, 1960). У 1961 році Д. Л. Бродянський брав участь в експедиції до Хакасії, де працював на Ужурському та Ізикчульському могильниках під керівництвом Наталії Членової..
У 1962 році отримав від ректора Далекосхідного державного університету (ДСДУ) Б. М. Казанського запрошення працювати на знову відкритому східному факультеті; незабаром, за рішенням проректора ДСДУ, почав читати лекції і на історичному факультеті. За перші 15 років викладацької роботи Д. Л. Бродянського кількість прочитаних ним предметів доходило до семи в рік; до їх числа входили історія первісного суспільства, археологія — у істориків, історія Китаю, географія Китаю, давньокитайська мова — у китаїстів.
У 1963 році організував перший виїзд з істориками-практикантами на розкопки Малої Подушечки до Ж. В. Андрєєвої. Разом з М. М. Забеліною, яку вважав другим, після Окладникова, вчителем в археології, проводив розкопки багатошарового пам'ятника Майхе-1 (Оленячий А). У 1964—1966 роках слідують щорічні польові практики експедиції на цілу групу багатошарових поселень в районі села Майхе (Оленячий-парники, Оленячий А, Б, В, Г). Кілька разів до Майхе приїжджав О. П. Окладников, з ним же Д. Л. Бродянський працював у жовтні 1965 році на палеолітичних пам'ятках Осиновка, печера Географічного Товариства, а в 1968 — на Устинівці-1.
У 1964 році разом з А. П. Окладниковим та А. П. Дерев'янко розкопав на острові Петрова житло кроунівської культури ранньої залізної доби з ливарної майстерні і каном. Пізніше продовжив дослідження самостійно — розкопав ще три кроуновських житла, а під ними — прорізані житла янковської культури. У 1966 р. Д. Л. Бродянский організував виїзд групи студентів до Єврейської автономної області на розкопки пам'ятника Польце (польцевська культура, рання залізна доба), де було розкопано 5-е житло цього поселення. У 1967—1968 роках, за дорученням О. П. Окладникова, два сезони вів розкопки на багатошаровому поселенні Чапігоу (Кроуновці-1).
У 1968 році Д. Л. Бродянський вперше відвідав поселення Синій Гай А; з 1969 по 1973 роки він керував розкопками цього пам'ятника. Всього було вивчено 30 неолітичних жител, 17 жител бронзового століття, 4 поховання тварин. Досі це єдине в Примор'ї повністю розкопане поселення XI—IX ст. до н. е. з колекцією бронзових виробів, кістяним панциром і цибулею скіфського типу. За матеріалами пам'ятника Д. Л. Бродянський виділив синегайську культуру бронзового століття і пізній (четвертий) етап у розвитку зайсанівської культури епохи неоліту. У ті ж роки велися розкопки невеликого поселення Синій Гай Б, віднесеного Д. Л. Бродянським до фінального (п'ятого) етапу зайсанівської культури. У 1978 році їм було розкопано Рудановське городище — багатошаровий пам'ятник, що містить матеріали епох палеометалу та середньовіччя.
В роки, коли не вдавалося організовувати самостійні експедиції, Давид Лазарович вів розвідувальні роботи — ним були відкриті такі пам'ятки, як Петровичі, Сиротинка, Перевізна, мис Ломоносова, раковинная купа в бухті Сивуччій, Бойсмана-2 та інші. Тісно співпрацював з археологами з Владивостока (В. І. Болдіним, В. Д. Леньковим, Е. В. Шавкуновим, О. М. Поповим) та Новосибірська (Р. С. Василівським, В. О. Медведєвим, С. А. Гладишевим, В. А. Кашиним, А. К. Конопацьким). Відвідав Курильські острови (1974), Сахалін (1980), брав участь у розкопках 2-го Миколаївського городища (1975, 1977), Катеринівського городища (1976), Абрикосівського поселення (1976), Лідовки-1 (1979), Устиновки-1 (1980), Краскінського городища (1984—1985), Малої Гавані (1986) та ін В останні роки Д. Л. Бродянський був незмінним учасником експедицій Навчально-наукового музею ДВФУ, кожен сезон вивозив на практику студентів; у складі цих експедицій працював на пам'ятках Бойсмана-2, Бойсмана-3, Лузанова Сопка-2, Сергіївка-1, Гілка-2 та ін.

## Внесок до науки
Сфера наукових інтересів Д. Л. Бродянського надзвичайно широка. В ранні роки своєї наукової роботи став відомий фахівцем культур епохи металу. У 1969 році у Новосибірську під керівництвом О. П. Окладникова захистив кандидатську дисертацію «Південне Примор'я в епоху освоєння металу (II—I тис. до н. е..)», в якій виділив майхинський варіант янківської культури, три етапи в розвитку кроунівської культури, запропонував ідею давнього землеробства в Примор'ї. Надалі продовжив роботу з культурами палеометаллу, також звернувшись до культур неоліту: виділив синєгайську культуру бронзового століття (1974), анучинську культуру епохи палеометаллу (1996), вперше в систематизованому вигляді описав пам'ятки польцевської культури на території Примор'я (1987). У 1979 році запропонував періодизацію неоліту Примор'я і Приамур'я, кількома роками пізніше — періодизацію кондонської (три етапи) і зайсановської культур (п'ять етапів). Описав «мілкоштампову» кераміку в неоліті Примор'я (згодом визначену як бойсманська культура). Результати цих досліджень узагальнені в його монографії «Введення в далекосхідну археологію» (1987) і «Археологія Примор'я» (1996); остання видана в Сеулі корейською мовою. На регіональному рівні увів до вживання цілу серію понять: «Приамурсько-маньчжурська археологічна провінція», «тихоокеанська археологія», «палеометал», «мезоліт з керамікою» тощо.
Ціла серія робіт Д. Л. Бродянського присвячена проблемам палеоекономіки стародавніх культур Примор'я. У 1969 році разом з О. П. Окладниковим розробив концепцію далекосхідного вогнища давнього землеробства. Через 25 років після публікації цієї концепції існування землеробства в неоліті Примор'я стає загальновизнаним.
У 1985 році спільно з гидробиологом В. А. Раковим першим у світовій археології виділив первісну аквакультуру — третю галузь виробничого господарства, що зародилася в кам'яну добу. Кілька робіт Д. Л. Бродянський присвятив біостратиграфії неоліту і палеометаллу, узагальнених в складеному з В. А. Раковим «Каталозі фауни з археологічних пам'яток Примор'я» (2004).
З 1990-х рр. Д. Л. Бродянський займався історією далекосхідної археології. Вперше запропонував періодизацію історії археологічного вивчення регіону (чотири етапи), висвітлював діяльність І. О. Лопатіна, М. І. Янковського, І. С. Полякова, В. П. Маргаритова, Ф. Ф. Буссе, О. В. Єлісєєва, О. В. Разіна, Ю. П. Медведєва і багатьох інших археологів-далекосхідників. Особливе місце в цьому напрямку досліджень посідають постаті В. К. Арсеньєва та О. П. Окладникова. До заслуг Д. Л. Бродянського відноситься публікація невідомих археологічних рукописів В. К. Арсеньєва і повернення до наукового обігу незаслужено забутих імен археологів-фронтовиків (Ю. П. Медведєва, А. В. Мачинського та ін). Результати цих досліджень узагальнені в двох книгах Д. Л. Бродянського — «Нариси історії далекосхідної археології (з публікацією лекції В. К. Арсеньєва)» (2000) та «Люди і проблеми далекосхідної археології (нариси, есе, статті, доповіді)» (2004).
З 1978 року Д. Л. Бродянський займався проблемами стародавнього мистецтва — за кількістю публікацій це його провідна тематика. Розробляв проблему мистецтва янковської, а з 1991 р. і бойсманівської культури. У цій області відкрив мобільні (портативні) петрогліфи, поліейконічну скульптуру, календарі, космограми тощо. В бойсманському мистецтві виділяв міфологічні сюжети: берингійські, давньокорейські, далекосхідні, євразійські. Всі знахідки мистецтва в археології Примор'я зібрані і опубліковані в його книзі «Стародавнє мистецтво Примор'я» (2002).
У зв'язку з багаторічною практикою викладання «Історії первісного суспільства», Д. Л. Бродянський розробляв і проблеми первісної історії (ним самим для її позначення був запропонований термін «палеоісторія»). В цьому руслі ним опубліковано кілька статей, підручники «Кам'яний вік» (1977) і «Людина, Культура, Суспільство: від народження до порогу цивілізацій» (1995, 2003).
Багато зусиль Д. Л. Бродянський приділяв пропаганді археологічних знань. У 1973 році він створив в ДСДУ археологічний музей, відроджений в новому вигляді в 1999 році (нині — частина Навчально-наукового музею ДСФУ). У ньому він постійно працював зі школярами та студентами, проводив заняття, екскурсії. З 1987 по 1994 роки вів у ДСДУ археологічний семінар — в ньому брали участь як археологи з Владивостока, так і приїжджі спеціалісти. Для студентів написав серію навчальних посібників «Тихоокеанська археологія»; дане видання швидко переросло рамки навчального, ставши єдиним серійним археологічним виданням на Далекому Сході. Станом на 2010 рік побачили світ сімнадцять випусків «Тихоокеанської археології».
За сукупністю опублікованих робіт у 1995 році Д. Л. Бродянський захистив у Новосибірську докторську дисертацію «Неоліт і палеометалл Південного Примор'я».
Понад півстоліття Давид Лазарович викладав в ДСДУ/ДСФУ, у нього навчалося більше п'яти тисяч студентів. Багато з них стали кандидатами і докторами наук за спеціальностями «археологія» та «сходознавство».